# Viadotto Sente
Il viadotto Sente Longo è un ponte stradale italiano sito lungo la ex strada statale 86 Istonia, tra Abruzzo e Molise.
Con i suoi 185 m di altezza , è il ponte stradale più alto d'Italia per altezza del pilone, seguito dal ponte Cadore, sulla strada statale 51 di Alemagna (184 m).
Lungo 1200 metri con campate di 200, è un'imponente opera ingegneristica nonché uno dei monumenti strutturali più importanti d'Europa. Realizzato in acciaio e calcestruzzo tra il 1974 e il 1977, è situato sull'omonimo fiume e collega le regioni Abruzzo e Molise tra il territorio di Castiglione Messer Marino (CH), e Belmonte del Sannio (IS)
Il 2 maggio 2011 è stato intitolato a Francesco Paolo Longo, operaio che perse la vita il 4 maggio 1974, durante i primi lavori di costruzione del ponte.
Dal 25 settembre 2018 il ponte è chiuso al traffico dopo che il terremoto del Molise del 14 agosto 2018 provocò la rotazione di uno dei piloni nel tratto più alto. Una relazione dell'ANAS del 2022 ha escluso la possibilità di un ripristino al traffico del ponte: date le criticità riscontrate, infatti, si è stimato che fenomeni atmosferici eccezionali potrebbero finanche causarne il crollo.

Nel 2023 il Ministero delle infrastrutture e dei trasporti ha avviato un nuovo studio per la riapertura del ponte, seppure con limitazioni e il divieto di transito ai mezzi pesanti, che prevede interventi sull'impalcato e sui piloni 2 e 7, con relativo consolidamento della frana presente sul secondo, per un costo totale di 15,8 milioni di euro e una durata dei lavori stimata in circa un anno.

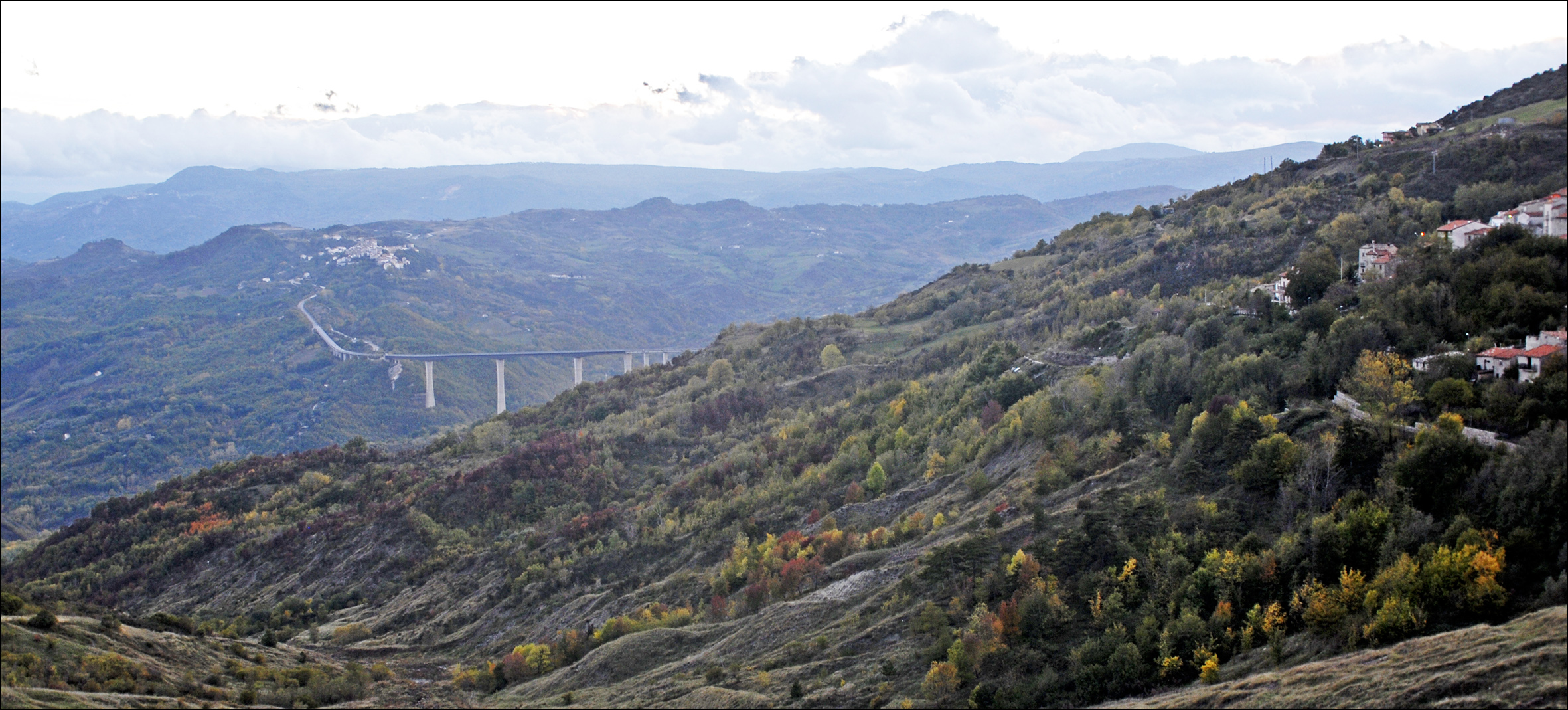
Viadotto visto da lontano nel paesaggio